# ユテヤン
ユテヤン（朝: 유태양、中: 柳太陽、英: YOO TAE YANG、1997年2月28日 - ）は、韓国の歌手、舞台俳優である。
男性アイドルグループ「SF9」のメンバー。FNCエンターテインメント所属。ソウル特別市陽川区出身。
名前は母親から「大きな人になって周りを明るく照らすような人間になって欲しい」という意味が込められており、本名を活動名として使用している。
MBTIは、INFJ

## 来歴
2016年
- FNC新人育成システムNEOZダンスチーム第1期として公開。[4]
- 10月にFNCエンターテインメントから「SF9」のメンバーとしてデビューした。
- デビュー曲「Fanfare」の活動中に出演予定だった『THE SHOW』のリハーサルで右ひざ軟骨を負傷し活動を休止した。[5]

2018年
- 1theKサバイバルダンスバトル「DANCE WAR」にRed28で他のアイドル達と出演したが、残念ながら2ラウンドで敗退した。[6][信頼性要検証]

2019年
- 10月12日個人のInstagramに初投稿。[7][出典無効]

2021年
- 2月10日個人のTikTokを開設。[8][出典無効]
- SF9フィヨンとともに、MACコリアとコラボし、少年美からセクシーさまで多彩な魅力を披露した。[9]
- 11月27、28日、ダンスコンサート「喜怒哀楽」に参加し、従来とは違うパフォーマンスを見せた。[10]

2022年
- 2月3日ネイバージェット、アジア最大のメタバスプラットフォームジェペットで生放送が行われ「SF9ユテヤンのZライブ」のスペシャルDJとして登場した。[11]
- 5月29日に放送されたMBC「복면가왕（覆面歌王）」に出演。デビューから6年経つが、一人で1曲歌うのがこの日初めてとなる。グループでは、メインダンサーとして活躍していたため、審査員から「こんなに歌が上手いと思わなかった。」と歌唱力についても高評価を得た。[12][13]
- イギリス・ロンドンで開かれた音楽祭「Hallyu Pop Fest in London 2022」でEXOカイと撮ったツーショットがファンの間で話題となった。ファンの間でも有名なEXOカイの大ファンであり、ロールモデルにカイを挙げるのはもちろん、カイのソロアルバムの楽曲をカバーするなど、熱烈な愛情を見せており、念願のツーショットとなった。[14]
- 7月6日ショーチャンプにソロで出演。『Don`t Call Me（SHINee)』を披露した。[15]
- 9月23日から25日の3日間、ソウル龍山（ヨンサン）区ブルースクエアマスターカードホールにて開催されたダンスコンサート「喜怒哀楽シーズン2」に参加した。今回は「私の道」をテーマに、情熱的なダンサーたちの過去、現在、未来にまつわる喜怒哀楽を溶け込ませた独創的なダンスパフォーマンスが披露された。[16]
- 大晦日の「2022 MBC歌謡大祭典」に“最後の恋ズ”として、ASTROのムンビン＆ユンサナ、WEiのキム・ヨハンの4人で「Love Killa」を披露し、セクシーな魅力をアピールした。[17][18]

2023年
- 2月10日、ファンとの交流サイト「fromm」にて、自身がボスでユテヤンファンが社員という架空の会社を「보바회（ボバ会）」と名付けた。ユーモアを交えたこの設定はファンの間で親しまるようになる。[19]
- 6月25日に初の単独ファンミーティングを開催。販売開始からわずか15秒で2回の公演が全席完売を記録し、人気の高さを証明した。[20]
- 7月10日個人のThreadsを開設。[21][出典無効]
- 8月26、27日に開催されたミュージカルキャンプにメンターとして参加。[22]
- 9月6日にブランドのイベントに出席するため、仁川（インチョン）国際空港を通じてアメリカ・ニューヨークに出国した。[23]

2024年
- 1月25日から28日までの4日間、イエス24ライブホールで開催された「喜怒哀楽シーズン3ラブストーリー」が客席を埋め尽くした観客の熱い声援の中で盛況裏に終了した。 シーズン1から参加したユテヤンは名不虚伝パフォーマンスで魅力を発散し、「喜怒哀楽シーズン3ラブストーリー」公演のクライマックスを飾った。[24]
- 2月3日午後、ソウル中（チュン）区ソウル東大門（トンデムン）デザインプラザ（DDP）で開かれた「2024 F/W ソウルファッションウィーク」の「51PERCENT」コレクションに出席した。[25]
- 6月8日にソロファンコンサート第１弾 「Double Casting: No. YTY」を公演。歌手（アイドル）としての姿とミュージカル俳優としての姿を披露。また、昼夜公演で構成を変え、大盛況で幕を閉じた。[26][27]
- 6月21日から７月８日に大邱で開催される「第18回大邱国際音楽祭」のオープニングセレモニーに参加。ミュージカルナンバーの『Wig In A Box（헤드윅）』『살아있으니까（벤허）』を歌い、観客の心を一気に掴んだ。ミュージカルナンバー以外にもSF9のメドレーで情熱的なダンスを披露した。[28][29]
- ７月11日から９月21日まで公演のミュージカル살리에르（サリエリ）で젤라스（ジェラス）役を演じた。「サリエリ」は作家プーシキンの戯曲「モーツァルトとサリエリ」を原作にサリエリの嫉妬と劣等感を描いたミュージカルで、サリエリのそばにいる謎の男ジェラスを熱演した。[30]
- ８月９日、10日に開催されたミュージカルキャンプシーズン２にメンターとして参加。[31]
- 10月６日に初めて作詞作曲した曲「안아줘 (Hug Me)」をリリース[32]
- 12月７日から２月16日まで公演のミュージカル『Bloody　Love』にディミトゥル役で追加キャスティングされた。ミュージカル『Bloody　Love』は1995年チェコで初演され、30年間全世界の観客に愛されたミュージカル『ドラキュラ』を新たに再構成した作品である。[33]
- 12月24日KBS World 文化芸術プログラム「仮面、ダンスでつなぐ」に出演。伝統的な仮面舞踊とモダンダンスを融合させることで新たな可能性を提示した。[34]

2025年
- ２月28日、自身の誕生日を記念した独占ファンミーティング『HAPPY TAEYANG DAY PARTY』を開催。[35]
- ５月３日、４日に開催されたミュージカルキャンプシーズン３にメンターとして参加。[36]
- ６月13日、チャムシル（蚕室）野球場で行われる斗山ベアーズとキウムヒーローズの試合の始球式に斗山ベアーズの勝利の妖精として始球式に臨む[37](雨天中止[38])
- ８月２日、チャムシル（蚕室）野球場で行われる斗山ベアーズとSSGランダースの試合の始球式に斗山ベアーズの勝利の妖精として始球式に選ばれる。６月に予定されていた始球式は雨天中止となり、今回が再挑戦となった。[39]

## 音楽
| 種類               | 発売日     | アルバム名      | タイトル曲      |
| ------------------ | ---------- | --------------- | --------------- |
| 1st Digital Single | ２024/10/6 | 안아줘 (Hug Me) | 안아줘 (Hug Me) |

## テヤン語
ファンと公式ファンカフェやSNSを通じて交流することが多く、その中で生まれたテヤン語がファンとの距離を縮めている。
| テヤン語            | 意味                       | 韓国語                | 補足                                                                                                  |
| ------------------- | -------------------------- | --------------------- | --- |
| 쿠쿠(해) （クク）   | おやすみなさい（寝なさい） | 잘 자 （おやすみ）    | 夢（꿈クン）とかけている                                                                              |
| 백미 （ぺクミ）     | 睡眠時間が短いときに使う   | 백미 （白米）         | 炊飯時間と睡眠時間とかけている 白米は雑穀米に比べて早く炊けるので睡眠があまりとれない時に使う         |
| 잡곡 （ジャッコク） | 睡眠時間が長いときに使う   | 잡곡 （雑穀）         | 炊飯時間と睡眠時間とかけている 雑穀米は白米に比べて炊くのに時間がかかるため、睡眠時間が長いときに使う |
| 곰다 （コンタ）     | ありがとう                 | 고맙다 （ありがとう） | 고맙다（コマッタ）を省略している 熊（곰コン）ともかけている                                           |

## 公演
ダンスコンサートの参加やライブ活動を行っている。
| 日付                    | 公演名                                                       | 会場                               |
| ----------------------- | ------------------------------------------------------------ | ---------------------------------- |
| 2021.11.27 - 2021.11.28 | 희노애락 （喜怒哀楽）                                        | YES24 LIVE HALL                    |
| 2022.09.23 - 2022.09.25 | 희노애락（喜怒哀楽） SEASON2. ROAD                           | ブルースクエアマスターカードホール |
| 2023.06.25              | 유태양 1st Fan Meeting LOVE                                  | ソンスアートホール                 |
| 2024.01.25 - 2024.01.28 | 희노애락（喜怒哀楽） SEASON3. LOVE STORY                     | YES24 LIVE HALL                    |
| 2024.06.08              | SF9 YOO TAE YANG FAN-CON [Double Casting: No. YTY]           | スカイアートホール                 |
| 2024.06.22              | 제18회 DIMF 개막식 & 축하공연 (第18回 DIMF 開幕式＆祝賀公演) | 大邱文化芸術会館八公ホール         |
| 2025.02.28              | HAPPY TAEYANG DAY PARTY                                      | 흰물결아트센터                     |

## ミュージカル
| 公演期間                | タイトル                                     | 役名                    | 公演会場                                |
| ----------------------- | -------------------------------------------- | ----------------------- | --------------------------------------- |
| 2021.12.18 - 2021.12.24 | ALTAR BOYZ                                   | 후안 （フアン）         | KBSアリーナ                             |
| 2021.12.10 - 2022.02.27 | 뮤지컬 온에어 (ミュージカルオンエア)         | DJ                      | イエス24ステージ                        |
| 2022.05.14 - 2022.07.03 | 은밀하게 위대하게 （隠密に偉大に：THE LAST） | 리해랑 （リヘラン）     | KT&G 상상마당 대치                      |
| 2022.09.28 - 2022.12.04 | 인간의 법정 （人間の法廷）                   | 아오 （アオ）           | 大学路（テハンロ）アートワンシアター2館 |
| 2023.03.04 - 2023.05.07 | 은밀하게 위대하게 （隠密に偉大に：THE LAST） | 리해랑 （リヘラン）     | KT&G 상상마당 대치                      |
| 2023.05.13 - 2023.07.23 | 드림하이 (ドリームハイ）                     | 송삼동 (ソンサムドン)   | 光林アートセンターのBBCHホール          |
| 2023.09.15 - 2023.11.18 | 삼총사 （三銃士）                            | 달타냥 （ダルタニャン） | 韓電アートセンター                      |
| 2024.07.11-2024.09.21   | 살리에르 (サリエリ)                          | 젤라스 （ジェラス）     | 世宗文化会館Mシアター                   |
| 2024.12.07- 2025.02.16  | Bloody Love                                  | 디미트루 (ディミトゥル) | 韓電アートセンター                      |

## 映像コンテンツ
SF9公式YouTubeチャンネルにて、自身が企画、撮影、編集、出演した映像をアップロードしている。
| 日付       | タイトル                                                                                            |
| ---------- | --------------------------------------------------------------------------------------------------- |
| 2019/09/27 | ALL BY TY SF9 YOOTAEYANG (유태양) - Midnight Road Choregraphy & phone filming by YOOTAEYANG (in LA) |
| 2019/10/22 | ALL BY TY SF9 YOOTAEYANG (유태양) - MOSCOW FREE                                                     |
| 2019/12/14 | SF9 YOOTAEYANG (유태양) - 빈칸 Choreography by YOOTAEYANG Ver.1 FOR U                               |
| 2019/12/14 | SF9 YOOTAEYANG (유태양) - 빈칸 Choreography by YOOTAEYANG Ver.2 FOR ME                              |
| 2019/12/24 | SF9 YOOTAEYANG (유태양) Last Christmas - Piano Version By YOOTAEYANG                                |
| 2020/04/14 | SF9 YOOTAEYANG (유태양) - Fukk Sleep (A$AP ROCKY) Performance Video                                 |
| 2020/06/11 | SF9 YOO TAEYANG Dance Cover of Tobias Ellehammer Janet Jackson - BURNITUP! (Feat. Missy Elliot)     |
| 2020/10/27 | SF9 YOOTAEYANG (유태양) - comethru (Jeremy Zucker) Cover Ver.                                       |
| 2020/12/29 | SF9 YOOTAEYANG - Smooth Criminal (Michael Jackson) Performance Video                                |
| 2021/07/25 | SF9 YooTaeYang(유태양) - Peaches (Justin Bieber) Cover Ver. (Feat. HwiYoung)                        |
| 2021/12/31 | SF9 YOOTAEYANG(유태양) - Kiss Kiss (Chris Brown) Performance Video                                  |
| 2022/05/17 | SF9 YOOTAEYANG (유태양) – If I Ain’t Got You (Alicia Keys) Cover Ver.                               |
| 2022/10/06 | SF9 YOOTAEYANG (유태양) - As It Was (Harry Styles) Cover                                            |
| 2022/12/24 | SF9 YOOTAEYANG (유태양) - All I Want For Christmas is You (Mariah Carey) Cover Ver.                 |
| 2023/08/17 | YOOTAEYANG (유태양) - 바라봐줘요 (죠지) Cover Ver.                                                  |
| 2023/11/29 | SF9 YOOTAEYANG (유태양) - 골고다 (뮤지컬 '벤허') Cover Ver.                                         |
| 2025/7/5   | 유태양 - 소년이 어른이 되어 (2025)                                                                  |
| 2025/7/15  | SF9 YOOTAEYANG (유태양)- Til I Hear You Sing (From "Love Never Dies") Cover Ver.                    |